# Amphimallon lusitanicum
Amphimallon lusitanicum é uma espécie de insetos coleópteros polífagos pertencente à família Scarabaeidae, sub-família Melolonthinae .
A autoridade científica da espécie é Gyllenhal, tendo sido descrita no ano de 1817.
Trata-se de uma espécie presente no território português.